# Atriplex gardneri
Atriplex gardneri là loài thực vật có hoa thuộc họ Dền. Loài này được (Moq.) Standl. mô tả khoa học đầu tiên năm 1916.